# Arbetstidsdirektivet
Arbetstidsdirektivet, eller direktiv 2003/88/EG (tidigare direktiv 93/104/EG), är ett europeiskt direktiv som reglerar arbetstid och semester för arbetstagare inom Europeiska unionen. Direktivet utgör en del av unionens lagstiftning för rättvisa arbetsförhållanden, en central del av dess socialpolitik och en grundläggande rättighet enligt stadgan om de grundläggande rättigheterna. Det utfärdades ursprungligen av Europeiska unionens råd den 23 november 1993, trädde i kraft den 2 januari 1994 och skulle vara införlivat i medlemsstaternas nationella lagar och andra författningar eller genom kollektivavtal mellan arbetsmarknadens parter senast den 23 november 1996. En kodifiering av direktivet, direktiv 2003/88/EG, antogs av Europaparlamentet och rådet den 4 november 2003 och ersatte det ursprungliga arbetstidsdirektivet den 2 augusti 2004.
Arbetstidsdirektivet fastställer en rad bestämmelser gällande dygns- och veckovila, veckoarbetstid, årlig betald semester samt natt- och skiftarbete med syfte att skydda arbetstagares hälsa och säkerhet. Direktivet gäller i princip för alla sektorer, utom de som omfattas av mer specifika bestämmelser enligt annan unionsrätt. En rad tillåtna avvikelser och undantag gör det dock möjligt för medlemsstaterna och arbetsmarknadens parter att tillämpa direktivets bestämmelser förhållandevis flexibelt för vissa specifika grupper av arbetstagare. Direktivet hindrar inte medlemsstaterna från att ha mer förmånliga nationella bestämmelser.
Arbetstidsdirektivet är bindande för alla unionens medlemsstater. Därutöver är det även bindande för Island, Liechtenstein och Norge genom EES-avtalet; i detta sammanhang är dessa länder därför likvärdiga med unionens medlemsstater.

## Tillkomst och genomförande
Det ursprungliga arbetstidsdirektivet antogs den 23 november 1993 av Europeiska unionens råd, och syftade till att fastställa vissa gemensamma minimibestämmelser om arbetstid och semester inom Europeiska unionen med hänsyn till arbetstagares hälsa och säkerhet. Möjligheterna till att anta ett sådan direktiv hade skapats genom europeiska enhetsakten den 1 juli 1987. Fördraget tillät rådet att genomdriva viss lagstiftning gällande socialpolitik med kvalificerad majoritet, vilket gjorde det möjligt att anta direktivet trots motstånd från Storbritannien. Genom direktivet, som trädde i kraft den 2 januari 1994 och skulle vara införlivat i medlemsstaternas nationella lagar och andra författningar eller genom kollektivavtal mellan arbetsmarknadens parter senast den 23 november 1996, fastställdes för första gången gemensamma bestämmelser om arbetstid med allmän räckvidd på europeisk nivå.
I mars 1994, strax efter att direktivet hade antagits, väckte Storbritannien talan om ogiltigförklaring vid EG-domstolen för att få arbetstidsdirektivet upphävt. Enligt den brittiska regeringen antogs arbetstidsdirektivet på rättsvidriga grunder och var alltför långtgående i förhållande till sitt ändamål. Till exempel ansåg regeringen att direktivet borde ha antagits enligt ett annat förfarande som krävde enhällighet istället för kvalificerad majoritet. I sin dom den 12 november 1996 konstaterade dock EG-domstolen att direktivet hade antagits på riktiga grunder och förklarade följaktligen direktivet giltigt, utom andra stycket i direktivets artikel 5. Denna bestämmelse, som föreskrev att minimitiden för vila skulle ”i princip omfatta söndag”, ogiltigförklarades av EG-domstolen med hänvisning till att rådet inte hade ”förklarat varför söndag, som veckovilodag, skulle ha ett närmare samband med arbetstagarnas hälsa och säkerhet än andra dagar i veckan”.
Det ursprungliga direktivet ändrades den 22 juni 2000 av ett ändringsdirektiv som utökade dess tillämplighet till att, i viss utsträckning, även gälla vissa yrkesgrupper som inte omfattades av det ursprungliga arbetstidsdirektivet. Samtidigt kodifierades EG-domstolens dom. Ändringsdirektivet skulle vara införlivat på nationell nivå senast den 1 augusti 2003.
Den 24 juni 2002 presenterade Europeiska kommissionen ett förslag till nytt arbetstidsdirektiv. Syftet med förslaget var att kodifiera de tidigare bestämmelserna, det vill säga ersätta det ursprungliga direktivet och dess ändringsakt med en enda rättsakt.
Det nya arbetstidsdirektivet antogs i enlighet med medbeslutandeförfarandet, det vill säga Europaparlamentet och Europeiska unionens råd lagstiftade tillsammans. Direktivet utfärdades den 4 november 2003, offentliggjordes i Europeiska unionens officiella tidning den 18 november 2003 och trädde i kraft 2 augusti 2004. Direktivet ersatte då det tidigare arbetstidsdirektivet.

## Rättslig grund
Arbetstidsdirektivet är en del av unionens socialpolitik. Likt alla rättsakter var direktivet tvunget att ha en giltig rättslig grund i unionens fördrag i enlighet med principen om tilldelade befogenheter för att kunna antas. Det nuvarande direktivet antogs med artikel 137.2 i fördraget om upprättandet av Europeiska gemenskapen som rättslig grund:
| ” | 2. I detta syfte kan rådet (...) b) på de områden som avses i punkt 1 a–i genom direktiv anta minimikrav, som skall genomföras gradvis, varvid hänsyn skall tas till rådande förhållanden och tekniska bestämmelser i var och en av medlemsstaterna. I dessa direktiv skall sådana administrativa, finansiella och rättsliga ålägganden undvikas som motverkar tillkomsten och utvecklingen av små och medelstora företag. Rådet skall besluta i enlighet med förfarandet i artikel 251 efter att ha hört Ekonomiska och sociala kommittén samt Regionkommittén (...) | „ |
| – Artikel 137.2 i fördraget om upprättandet av Europeiska gemenskapen efter Nicefördragets ikraftträdande | |   |

## Innehåll och bestämmelser
I korthet innebär arbetstidsdirektivet att varje arbetstagare måste ha minst elva timmars sammanhängande ledighet per dygn, en genomsnittlig arbetstid som inte överstiger 48 timmar under varje sjudagarsperiod och minst fyra veckors betald semester per år. Direktivet innehåller dock en rad tillåtna avvikelser och undantag som gör det möjligt för medlemsstaterna och arbetsmarknadens parter att tillämpa delar av dess bestämmelser förhållandevis flexibelt för vissa specifika grupper av arbetstagare. Direktivet föreskriver minimibestämmelser och hindrar inte medlemsstaterna från att ha mer förmånliga regler.

### Dygns- och veckovila
Enligt arbetstidsdirektivet ska medlemsstaterna se till att varje arbetstagare får minst elva timmars sammanhängande dygnsvila per 24-timmarsperiod. Direktivet föreskriver även att varje arbetstagare ska ha minst 24 timmars sammanhängande ledighet per sjudagarsperiod utöver dygnsvilan, alltså totalt 35 timmars sammanhängande ledighet minst en gång under varje sjudagarsperiod. Om ”sakliga, tekniska eller arbetsorganisatoriska förhållanden berättigar det” får dock den sammanhängande ledigheten begränsas till totalt 24 timmar i enskilda fall.
Medlemsstaterna får enligt direktivet tillåta att kravet om veckovila beräknas utifrån en 14-dagarsperiod. I så fall kan veckovilan under en vecka utebli i utbyte mot att veckovilan under den påföljande veckan fördubblas, antingen genom två separata perioder om 35 timmar eller genom en sammanhängande period av dubbel veckovila.

### Raster
Enligt arbetstidsdirektivet ska medlemsstaterna se till att varje arbetstagare får minst en rast under en arbetsdag som varar längre än sex timmar. Längden på rasten och andra mer detaljerade bestämmelser om rastens utformning ska fastställas antingen genom kollektivavtal eller genom nationell lagstiftning.

### Veckoarbetstid
Enligt arbetstidsdirektivet ska medlemsstaterna se till att den genomsnittliga arbetstiden, inklusive övertid, under varje sjudagarsperiod inte överstiger 48 timmar. Genomsnittet ska beräknas över en period som varje medlemsstat själv fastställer, dock högst fyra månader. Årlig betald semester eller sjukfrånvaro får inte inkluderas i beräkningen av genomsnittet för att kompensera för en hög arbetsintensitet under en annan period. Enligt EU-domstolens rättspraxis har bestämmelsen om veckoarbetstiden direkt effekt, det vill säga den kan åberopas av enskilda inför en nationell domstol likt en nationell lag, under förutsättning att en medlemsstat inte har införlivat bestämmelsen korrekt i den nationella lagstiftningen. Den direkta effekten är dock endast vertikal, vilket innebär att bestämmelsen enbart kan åberopas gentemot det offentliga, och inte andra fysiska eller juridiska personer.
En medlemsstat har dock rätt att välja att inte tillämpa bestämmelsen om veckoarbetstid. I så fall måste medlemsstaten, i enlighet med målet om att skydda arbetstagares hälsa och säkerhet, se till att ingen arbetsgivare kräver att en arbetstagare arbetar mer än 48 timmar i genomsnitt per sjudagarsperiod utan att arbetstagaren först har gett sitt uttryckliga medgivande till detta. Arbetstagare som inte ger ett sådant medgivande får inte straffas av sin arbetsgivare. En arbetsgivare som använder sig av dessa bestämmelser måste dessutom föra noteringar om alla arbetstagare som utför sådant arbete och tillhandahålla denna information till de ansvariga nationella myndigheterna på begäran.

### Årlig betald semester
Enligt arbetstidsdirektivet ska medlemsstaterna se till att varje arbetstagare får minst fyra veckors betald semester per år i enlighet med nationell lagstiftning och praxis. Semestern får inte bytas mot kontant ersättning, utom om en anställning avslutas. Enligt EU-domstolens rättspraxis har bestämmelsen om årlig betald semester direkt effekt, det vill säga den kan åberopas av enskilda inför en nationell domstol likt en nationell lag, under förutsättning att en medlemsstat inte har införlivat bestämmelsen korrekt i den nationella lagstiftningen. Den direkta effekten är dock endast vertikal, vilket innebär att bestämmelsen enbart kan åberopas gentemot det offentliga, och inte andra fysiska eller juridiska personer.
Enligt EU-domstolens rättspraxis har en anställd enligt arbetstidsdirektivet rätt till kontant ersättning för utebliven semester när en anställning avslutas, utom om personen avsiktligen har avstått från att ta ut semester trots uppmaning från arbetsgivaren.

### Natt- och skiftarbete
Arbetstidsdirektivet innehåller även en rad olika bestämmelser om natt- och skiftarbete:
- Den normala arbetstiden för nattarbetande får inte överstiga åtta timmar per 24-timmarsperiod.
- Nattarbetande som utför arbete som innebär särskilda risker eller stor fysisk eller mental ansträngning får inte arbeta mer än åtta timmar per 24-timmarsperiod. Vilka arbetstagare som faller inom denna kategori ska enligt direktivet definieras i varje medlemsstats nationella lagstiftning.
- Nattarbetande har rätt till en kostnadsfri hälsoundersökning, både innan de påbörjar sin anställning och med jämna mellanrum under anställningen.
- Nattarbetande och skiftarbetande har rätt till hälso- och säkerhetsskydd som motsvarar arten av deras arbete.

### Avvikelser och undantag
Som utgångspunkt gäller arbetstidsdirektivet alla arbetstagare inom samtliga sektorer, såväl privata som offentliga. Dock innehåller direktivet en rad avvikelser och undantag från denna princip. Avvikelserna tillåter medlemsstaterna att undanta vissa yrkesgrupper från arbetstidsdirektivets bestämmelser i den nationella lagstiftningen. I vissa fall kan även arbetsmarknadens parter förhandla bort vissa delar av direktivets bestämmelser. Endast de avvikelser som en medlemsstat har införlivat i sin nationella lagstiftning eller som arbetsmarknadens parter har förhandlat fram kan nyttjas av en arbetsgivare.

#### Undantag för arbetstagare som omfattas av annan unionsrätt
I enlighet med principen om lex specialis är följande grupper av arbetstagare helt undantagna av arbetstidsdirektivets bestämmelser då de istället är föremål för andra, mer specifika bestämmelser inom unionsrätten:
- Minderåriga arbetstagare (direktiv 94/33/EG)
- Arbetstagare som omfattas av något av de avtal som ingåtts mellan arbetsmarknadens parter på europeisk nivå gällande civil luftfart, vägtransporter, gränsöverskridande järnvägar och inre vattenvägar (direktiv 2000/79/EG, direktiv 2002/15/EG och förordning (EG) nr 561/2006, direktiv 2005/47/EG och direktiv 2014/112/EU)

För vissa andra yrkesgrupper, som inte omfattas av ovannämnda avtal, däribland mobila arbetstagare, offshorearbetare och arbetstagare ombord sjögående fiskefartyg, kan medlemsstaterna föreskriva särskilda avvikelser från arbetstidsdirektivet.

#### Avvikelser för ”självständiga arbetstagare”
Medlemsstaterna får föreskriva avvikelser från arbetstidsdirektivets bestämmelser om dygns- och veckovila, raster, veckoarbetstid, nattarbetets längd och tillhörande beräkningsperioder för arbetstagare vars arbete är av sådan art att arbetstidens längd inte mäts eller bestäms i förväg eller arbetstagaren själv bestämmer över arbetstiden. Denna avvikelse får till exempel tillämpas för företagsledare och andra personer med självständiga beslutsbefogenheter, anställda i familjeföretag och arbetstagare som tjänstgör vid religiösa ceremonier i kyrkor och religiösa samfund. Enligt EU-domstolens rättspraxis får denna avvikelse endast tillämpas för arbetstagare vars hela arbetstid uppfyller kriterierna; det är inte tillåtet att till exempel undanta personer vars arbetstid enbart delvis inte mäts. Självständiga arbetstagare omfattas av övriga bestämmelser i arbetstidsdirektivet, däribland bestämmelserna om årlig betald semester och hälsoundersökningar för nattarbetande.

#### Avvikelser som kräver motsvarande kompensationsledighet eller lämpligt skydd
Arbetstidsdirektivet tillåter att medlemsstaterna eller arbetsmarknadens parter i vissa fall frångår direktivets bestämmelser om dygns- och veckovila, raster, nattarbetets längd och tillhörande beräkningsperioder om de berörda arbetstagarna ges motsvarande kompensationsledighet eller, i vissa undantagsfall, annat lämpligt skydd. Denna avvikelse får tillämpas i följande fall:
- Genom kollektivavtal eller avtal mellan arbetsmarknadens parter på nationell eller regional nivå eller genom kollektivavtal på en lägre nivå om det tillåts genom sådana avtal
- För vissa specifika yrkesgrupper, däribland offshorearbetare, arbetstagare i säkerhets- och övervakningsverksamhet som kräver permanent närvaro för att skydda egendom eller personer, arbeten som kräver kontinuitet i servicen eller produktionen (till exempel sjukhus, hamnar, flygplatser, media och jordbruk), sektorer där det förekommer förutsägbara arbetstoppar (särskilt inom jordbruk, turism och postservice) samt vid olycksfall, överhängande risk för olycksfall och vid ovanliga och oförutsebara situationer som ligger utanför arbetsgivarens kontroll.[3][13]

#### Avvikelser för skiftarbete och arbete som delas upp i perioder
Arbetstidsdirektivet tillåter att medlemsstaterna eller arbetsmarknadens parter frångår direktivets bestämmelser om dygns- och veckovila och tillhörande beräkningsperioder vid övergång mellan olika skift eller för arbeten som delas upp i olika delar under dagens lopp, till exempel städarbete.

## Territoriellt tillämpningsområde
|  | Europeiska unionen |

|  | Länder som omfattas av EES-avtalet |

Arbetstidsdirektivet omfattar alla unionens medlemsstater som unionsrätt, samt Island, Liechtenstein och Norge genom EES-avtalet. Storbritannien omfattades av direktivet fram till den 1 januari 2021 i enlighet med avtalet om Storbritanniens utträde ur Europeiska unionen.

### Europeiska unionen och dess medlemsstater
I egenskap av direktiv behövde medlemsstaterna införliva arbetstidsdirektivet på nationell nivå för att dess bestämmelser skulle få full rättsverkan. I enlighet med en särskild fördragsbestämmelse kunde medlemsstaterna välja att låta delar av direktivets bestämmelser införlivas av arbetsmarknadens parter, antingen genom kollektivavtal eller annan typ av avtal, istället för genom nationell lagstiftning. Varje medlemsstat har dock ansvar för att direktivets samtliga bestämmelser genomförs korrekt. Senast den 23 november 1996 skulle alla medlemsstater ha införlivat det ursprungliga direktivet. Det nuvarande direktivet trädde i kraft den 2 augusti 2004 och ersatte då det ursprungliga direktivet.

### Övriga EES-länder
Som rättsakt av betydelse för EES-avtalet beslutade gemensamma EES-kommittén den 28 juni 1996 att införliva det ursprungliga arbetstidsdirektivet i avtalet med syfte att även göra det bindande för Island, Liechtenstein och Norge. Island, Liechtenstein och Norge anmälde dock alla att vissa konstitutionella ändringar skulle vara nödvändiga på nationell nivå för att kommitténs beslut skulle kunna träda i kraft. Den 10 september 1997, den 21 januari 1997 respektive den 22 januari 1997 anmälde Island, Liechtenstein och Norge att alla nödvändiga konstitutionella ändringar hade antagits. I enlighet med EES-avtalets bestämmelser trädde gemensamma EES-kommitténs beslut i kraft den 1 november 1997 och direktivet blev därmed också tillämpligt för Island, Liechtenstein och Norge.
Den 23 april 2004 beslutade gemensamma EES-kommittén att även införliva det kodifierade arbetstidsdirektivet i EES-avtalet. Island anmälde dock att vissa konstitutionella ändringar skulle vara nödvändiga på nationell nivå för att kommitténs beslut skulle kunna träda i kraft. Den 14 juni 2005 anmälde Island att alla nödvändiga konstitutionella ändringar hade antagits. I enlighet med EES-avtalets bestämmelser trädde gemensamma EES-kommitténs beslut i kraft den 1 augusti 2005 och direktivet blev därmed också tillämpligt för Island, Liechtenstein och Norge. Fram till dess gällde fortfarande de tidigare bestämmelserna om arbetstid och semester enligt det ursprungliga direktivet och dess ändringsakt.